# 馬克弗拉加燈塔
馬克弗拉加灯塔（英語：Muckle Flugga Lighthouse）是一座位於蘇格蘭设德兰馬克弗拉加島海蚀柱上的灯塔，原來稱為北安斯特灯塔（North Unst Lighthouse），在1964年更名。
大衛和托马斯·史提芬遜兄弟在1854年設計及建造了這燈塔，起初用途是保護克里米亞戰爭中的英國船隻。燈塔在1958年1月1日亮燈，高64英尺（20），103級階梯到頂燈塔，是英國最北端的燈塔。塔光每20秒閃亮一次，光程達22海里（41公里），在1995年3月實施全自動化。

## 歷史
政府在1851年決定在安斯特島北部建造一座燈塔，但由於難以決定實際地點，至1854年才動工興建。在克里米亞戰爭期間，政府要求委員會在馬克弗拉加島設立一道光束以保護女皇的艦隊。1854年10月11日，高50英尺（15），位於海平面200英尺（61）上的臨時燈塔亮燈，這高度被認為夠高及安全去抵擋大自然侵蝕，使冬季風暴下，巨浪衝擊了燈塔並打破了大門，海水直達塔內。燈塔員稱40英尺（12）高的石牆被打破，塔員沒有乾燥地方可以坐或睡覺。於是當局計劃興建一座更高的永久燈塔，但對於實際地點仍有分歧。最終在1855年6月決定在馬克弗拉加島興建一座新燈塔，稱為北安斯特灯塔，1964年更名為馬克弗拉加灯塔。
馬克弗拉加灯塔是蘇格蘭少數設有獨立離岸住宿設施的灯塔，為燈塔員下班後的住宿地點。這建築物在燈塔自動化後便被賣出。